# Bergrutsch und Tsunami im Karrat Fjord 2017

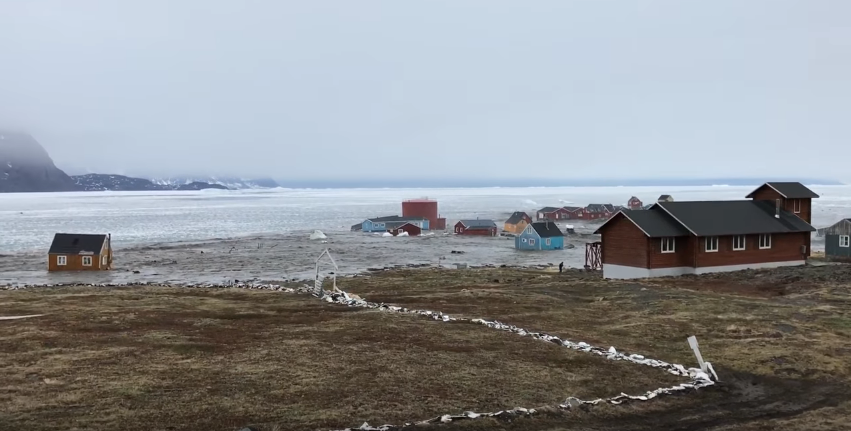
Nuugaatsiaq zwei Wochen nach dem Tsunami

Der Bergrutsch und Tsunami im Karrat Fjord 2017 ereigneten sich Mitte Juni 2017 im Distrikt Uummannaq in Grönland und führte zum Tod von vier Personen.

## Verlauf
Am Abend des 17. Juni 2017 ereignete sich am Südhang der Halbinsel Umiammakku Nunaat ein Bergsturz (→ Karte). Dabei wurden mehrere Dutzend Millionen Kubikmeter Fels und Hangsedimente in Bewegung versetzt. Ein großer Teil dieser Masse stürzte in den Fjord Kangilleq und löste damit einen Tsunami aus, der sich westwärts in den Fjordkomplex des Karrat Fjords hinein bewegte. Die anfänglich über 90 Meter hohe Flutwelle erreichte nach ca. sieben Minuten den etwa 32 Kilometer westsüdwestlich gelegenen Ort Nuugaatsiaq mit einer Wellenhöhe von etwa zehn Metern. Durch den Tsunami wurden vier Personen auf das Meer hinaus gezogen, die seither als tot gelten. Weiterhin wurden sieben Personen leicht und zwei Personen schwer verletzt. Elf Gebäude wurden zerstört. Überschwemmungen durch den Tsunami wurden neben Nuugaatsiaq auch aus Illorsuit, Niaqornat und Uummannaq gemeldet, wo es aber nur zu Sachschäden kam.
Sowohl der Bergsturz als auch der Tsunami wurden durch die seismische Messstation in Nuugaatsiaq aufgezeichnet. Das Signal erreichte die Station um 23:39 Uhr UTC (21:39 Uhr Lokalzeit) und dauerte mehrere Minuten an.

## Reaktionen
Rettungshubschrauber brachten die etwa 200 vor Ort angetroffenen Bewohner in den Distrikthauptort Uummannaq. Aus Sicherheitsgründen wurden auch Illorsuit und Niaqornat vollständig evakuiert. Auch die Bewohner der Orte Saattut, Qaarsut, Ikerasak und Ukkusissat wurden alarmiert. Die dänischen Luftstreitkräfte stellten eine Lockheed C-130 Hercules für Hilfseinsätze bereit. Auch Air Greenland und Fährschiffe brachten Hilfskräfte in die betroffenen Gebiete. Aus Sorge vor weiteren Tsunamis wurde empfohlen, das Fjordgebiet nicht zu befahren.

## Untersuchung der Abbruchstelle
Im Juli 2017, drei Wochen nach dem Ereignis, wurde das Gebiet mit einem Helikopter beflogen und es wurden Schrägluftbilder der Abbruchstelle aufgenommen. Aus den photogrammetrischen Luftbildern wurde ein digitales Geländemodell des Hangs erstellt und mit einem Höhenmodell verglichen, das vor dem Ereignis aufgenommen worden war, was die Abschätzung des mobilisierten Volumens ermöglichte. An der Stelle des Abbruchs erhebt sich die steile und unvergletscherte Bergflanke mehr als 2100 m über den Meeresspiegel, wobei sie eine horizontale Distanz von etwa 3100 m überspannt. Der Bergsturz löste sich ungefähr in der Mitte des Hangs, sodass die Sturzhöhe des meisten Materials über 1000 m betrug. Die Obergrenze der mobilisierten Masse lag auf über 1200 m Höhe und die Hauptmasse war 800 m breit und bis zu 300 m dick. Es wurde geschätzt, dass bei dem Ereignis etwa 58 Millionen Kubikmeter Fels und Hangsedimente mobilisiert wurden, von denen bis zu 45 Millionen Kubikmeter den Fjord erreichten. Man charakterisierte das Ereignis als „extrem schnelle Felslawine“ mit einer Dauer von weniger als fünf Minuten.
Als Ursache für den Bergsturz wird die globale Erwärmung und der damit einhergehende Rückgang des Permafrosts angesehen.

## Spätere Entwicklungen
Am 24. Juni 2017 wurde die Evakuierung für Niaqornat aufgehoben, während die Bevölkerung in Nuugaatsiaq und Illorsuit nicht zurückkehren durfte. Eine Schweizer Firma beobachtete die Situation und stellte im März 2018 fest, dass der Berg jeden Tag etwa einen Zentimeter abrutschte und man jederzeit mit einem weiteren Erdrutsch rechnen musste. Die Gefahr hierfür wurde mit 11,5 von 12 bewertet, weswegen eine Wiederbesiedlung der beiden Dörfer zu diesem Zeitpunkt weiter ausgeschlossen wurde. Im August desselben Jahres entdeckte man, dass der Berg mittlerweile weiter abgerutscht war. Experten von GEUS sollten die Situation neu einschätzen, da bestenfalls die Evakuierung für das weniger beschädigte Illorsuit aufgehoben werden könne. Kurz darauf wurde jedoch bekanntgegeben, dass weiterhin Gefahr vom Berghang ausginge, was eine Aufhebung der Evakuierung unmöglich mache. Diese Meldung wurde auch im Oktober 2020 wiederholt. Eine neue Untersuchung im Januar 2021 ergab, dass auch die übrigen Orte im Distrikt im schlimmsten Fall mit bis zu 5 Meter hohen Flutwellen rechnen müssen. 176 Bewohnern vor allem in Qaarsut und Niaqornat wurde daraufhin im Mai 2021 von der Regierung angeboten in sicherere Gebiete umzuziehen. In Niaqornat wurde zugleich eine Evakuierungstreppe errichtet.